# Johann Fischbach
Pour les articles homonymes, voir Fischbach.
Johann Fischbach (né le 5 avril 1797 à Grafenegg et mort le 19 juin 1871  à Munich) est un peintre autrichien.

## Biographie
Avec Moritz von Schwind et Ludwig Richter, il est considéré comme un des représentants majeurs du style autrichien Biedermeier. Les paysages étaient sa spécialité, mais il a aussi produit des scènes de genre, des portraits, vues et des natures mortes.

## Œuvres

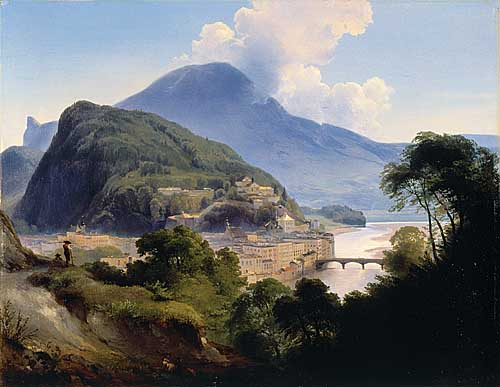
View of Salzburg with the Kapuzinerberg (1844)
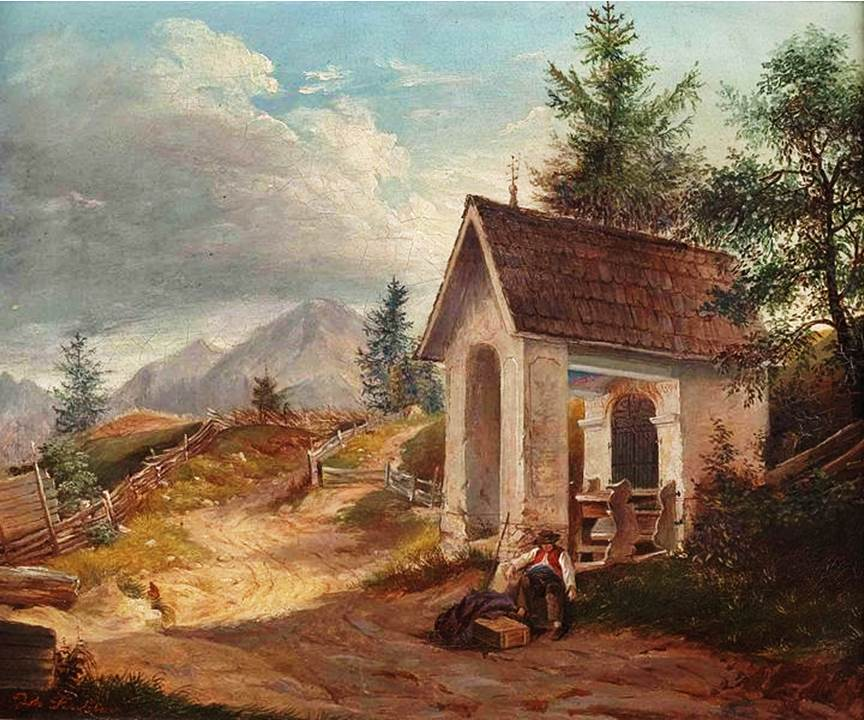
Resting in Front of the Chapel (1871)
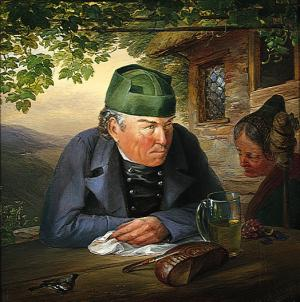
Vesper Bread (1831)
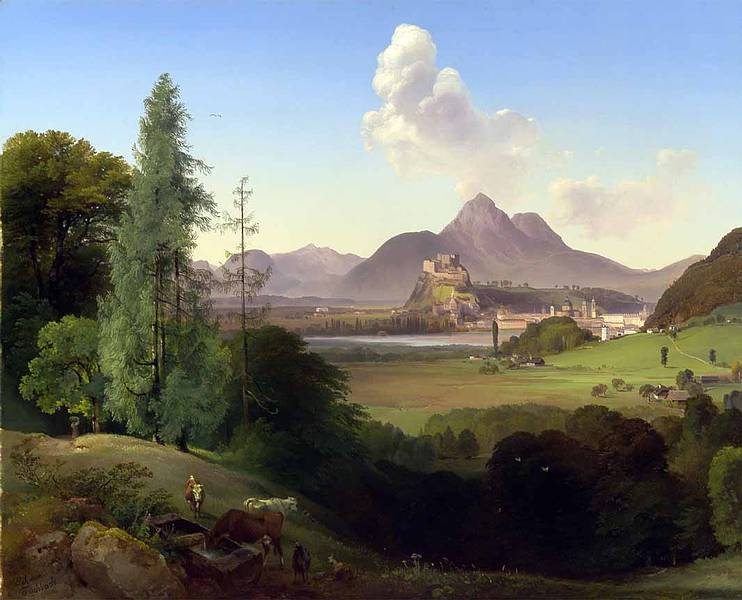
Salzburg (1850)